# Брэдли, Майкл Джон
Майкл Джон Брэ́дли (англ. Michael John Bradley; 11 июня 1933, Северная Ирландия, Великобритания — 22 февраля 2010, Бекингтон, Сомерсет, Великобритания) — британский политический деятель, губернатор Теркс и Кайкос (1987—1993).

## Биография
Занимал значимые государственные должности в странах Содружества, являясь государственным адвокатом в Малави, старшим, а затем главным парламентский специалистом по законопроектной работе (draftsman) в Ботсване и юрисконсультом ООН при правительстве Антигуа и Барбуды.
В качестве чиновника Министерства иностранных дел и по делам Содружества являлся ответственным за региональное законодательство Восточного Карибского бассейна. Затем работал генеральным прокурором на Британских Виргинских островах, островах Теркс и Кайкос и в Монтсеррате.
В 1982—1987 гг. — генеральный прокурор Каймановых островов. На этом посту систематизировал в единый реестр законы и нормативные акты региона, способствовал совершенствованию экономического законодательства, адаптируя его к меняющимся условиям и интересам инвесторов.
В 1987—1993 гг. — губернатор Теркс и Кайкос.
Работая впоследствии консультантом Министерства по делам Содружества, он играл важную роль в переговорах с Великобританией по поводу текста новой Конституции Каймановых островов, принятой в 2009 г.
В 2005—2009 гг. был в составе британской делегации, которая вела переговоры о новых конституциях Островов Теркс и Кайкос, Гибралтара, Британских Виргинских островов, и Фолклендских островов и ряда других владений Великобритании.